# أراكس- أرمينيا (بلدية أراكس)

شعار أرمينيا

أراكس (بالأرمنية: Արաքս)، والتي كانت تُعرف سابقًا باسم "نيركين كارخون" و"شريف آباد" حتى عام 1946، هي قرية تقع في الجزء الشرقي من مقاطعة أرمافير، وتتبع إداريًا بلدية أراكس.

## انظر أيضاً

علم أرمينيا